# روميو أنطونيو
روميو أنطونيو (بالإنجليزية: Romeo Antonio)‏ هو منتج أسطوانات وملحن أمريكي، ولد في 19 يناير 1969.

## وصلات خارجية
- روميو أنطونيو على موقع IMDb (الإنجليزية)
- روميو أنطونيو على موقع ميوزك برينز (الإنجليزية)
- روميو أنطونيو على موقع قاعدة بيانات الفيلم (الإنجليزية)